# Sac de Lannion
 (novembre 2018).
Si vous disposez d'ouvrages ou d'articles de référence ou si vous connaissez des sites web de qualité traitant du thème abordé ici, merci de compléter l'article en donnant les références utiles à sa vérifiabilité et en les liant à la section « Notes et références ».
Guerre de Succession de Bretagne
Batailles
Le sac de Lannion est un évènement de la guerre de Succession de Bretagne, survenu en 1346 et qui voit le saccage de la ville bretonne par une troupe anglaise, ainsi que la mort de plusieurs chevaliers et la capture du sénéchal de Charles de Blois: Rolland de Coatgourheden.

## Contexte
Fin de l'année 1345. William de Bohun, Ier comte de Northampton met le siège devant la Roche-Derrien, après avoir abandonné celui de Guingamp. La place tombe et Bohun y laisse une garnison sous le commandement de messire Richard Toussaint. Le comte de Northampton se dirige alors vers Lannion, mais renonce rapidement à tout idée de prise de la ville au vu de ses défenses. Il dirige alors son ost vers Morlaix et laisse le commandement de la zone à messire Toussaint.
Ce dernier décide alors de tenter sa chance sur Lannion, pensant réussir là où son suzerain a échoué.

## Le sac
Toussaint quitte La Roche-Derrien au début de l'année 1346. Dans les jours qui suivent, il tente plusieurs assauts frontaux sur la place, sans succès. Alors que les pertes commencent à devenir sensibles, Toussaint et ses hommes réussissent à acheter deux des gardes de Lannion. Ces deux traîtres ouvrent les portes à Toussaint et ses soudards venus d'Outre-Manche un dimanche matin (la date précise est inconnue mais elle se situe probablement au début de l'année 1346). Les Anglais s'engouffrent dans la ville et commencent à piller les magasins des bourgeois en les tirant de leur sommeil (l'assaut à lieu aux premières lueurs du jour). Ils massacrent tous ceux qui leur résistent. 
Le vacarme du pillage tire du lit Geoffroy de Pont-Blanc, l'un des chevaliers commandants Lannion. Aussitôt, Pont-Blanc s'arme d'une pique et de son épée et se jette dans la rue de son hôtel particulier. Il commence par abattre les deux premiers Anglais qu'il trouve dans la rue. Il charge ensuite de front les troupes de Richard Toussaint qui montent par une étroite ruelle vers l'hôtel de Pont-Blanc. Son adresse à l'épée combinée à l'étroitesse de la ruelle lui permet d'abattre les Anglais un par un jusqu'à ce qu'il les repousse seul jusque sur une place ouverte. Là, Geoffroy de Pont-Blanc s'adosse à un porche pour ne pas se faire encercler et poursuit son massacre. Les cadavres finissent par s'empiler devant lui, les hommes de Toussaint n'osent donc plus approcher. Finalement, c'est un archer anglais qui débloque la situation en décochant une flèche bien placée dans l'articulation du genou du sire de Pont-Blanc. Son écuyer, arrivé entretemps tente de le défendre, mais il finit vaincu à son tour. 
Par vengeance pour leurs camarades tués, les soudards de Toussaint massacrent littéralement Geoffroy de Pont-Blanc : déjà percé de plusieurs coups de poignards, d'épée et de piques, mais toujours en vie, il se fait arracher les dents et les yeux. Il expire seulement après ces mutilations. Son écuyer subit le même sort et est massacré comme son maître.
L'acte de bravoure de Pont-Blanc ne fera qu'énerver les Anglais qui se livreront aux pillages pendant deux jours et deux nuits, transformant un simple raid en véritable bain de sang : les bourgeois de Lannion sont massacrés ou capturés et parqués dans le château de la ville pour les plus riches.

## Les suites
Après ces deux jours de sac, Toussaint et ses hommes emportent le butin et le font porter par les prisonniers, dont les vêtements sont arrachés. Ils sont utilisés comme de véritables bêtes de somme. Parmi eux, on compte Rolland de Coatgourheden, sénéchal universel de Charles de Blois et Thibaut Nyrod, un docteur en droit.
Le sac de Lannion coûta la vie à un nombre indéterminé de bourgeois et de chevaliers : les seuls connus sont Geffroy de Kérimel et Geoffroy de Pont-Blanc. Côté anglais, Richard Toussaint est blessé.